# Museo Nazionale dell’Antartide Felice Ippolito
Das Museo nazionale dell’Antartide Felice Ippolito (Nationales Museum der Antarktis Felice Ippolito, MNA) ist ein naturwissenschaftliches Museum Italiens, das auf drei Standorte in Genua, Siena und Triest verteilt ist. Es wurde 1996 gegründet und ist nach dem Geologen und Ingenieur Felice Ippolito (1915–1997) benannt, der auch der erste Präsident wurde. Das Museum koordiniert und präsentiert das italienische Antarktis-Forschungsprogramm „Programma Nazionale di Ricerche in Antartide (PNRA)“.

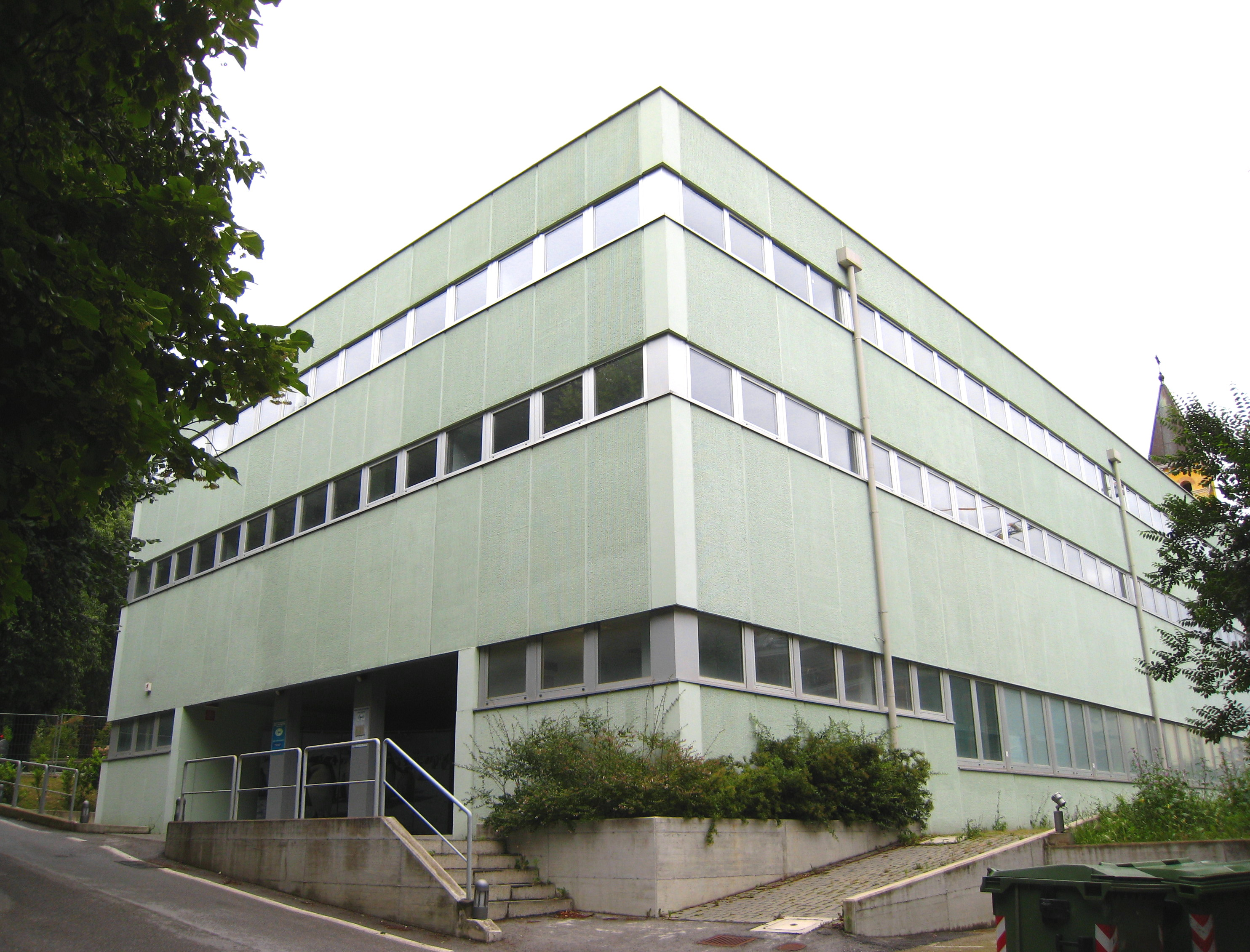
Museumsbau in Triest
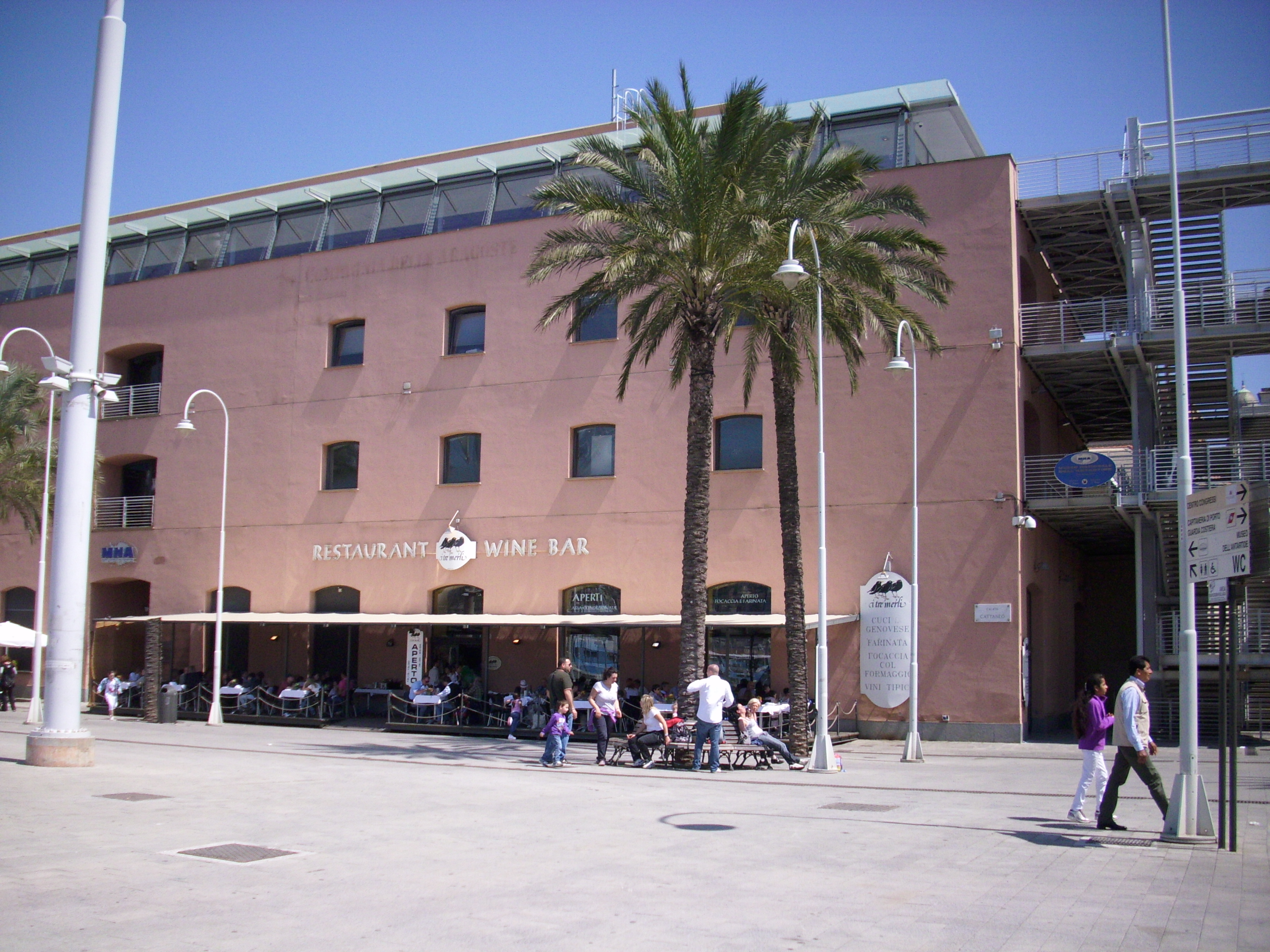
Sitz des Museums im Porto Antico (Genua)